# Герман II (ландграф Тюрингии)

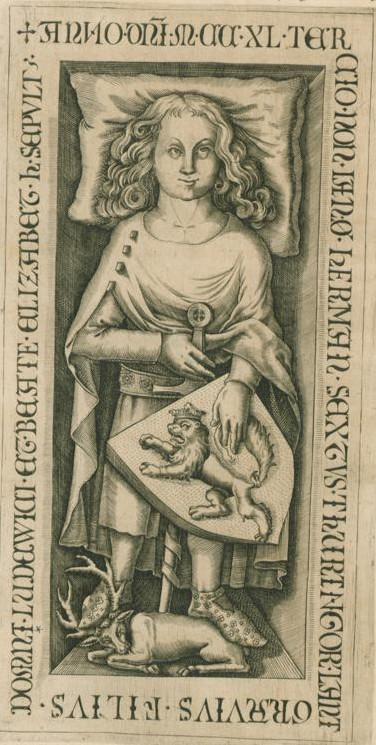
Герман II

Герман II (нем. Hermann II.; 28 марта 1222, Кройцбург — 3 января 1241, Кройцбург) — ландграф Тюрингии с 1227 года из династии Людовингов. Также носил титулы маркграфа Мейсенского и графа Гессен-Гуденсберг.

## Биография
Герман II был сыном ландграфа Людвига IV и Елизаветы Венгерской, дочери короля Андраша II.
Ему было 5 лет, когда его отец умер от чумы в Шестом крестовом походе. Регентом юного ландграфа стал его дядя Генрих Распе. Он изгнал из страны Елизавету Венгерскую, а после её смерти в 1231 году объявил себя соправителем племянника.
В 1239 году Герман II женился на Елене, дочери герцога Брауншвейг-Люнебургского Оттона I Дитя.
Герман умер в 1241 году в 19-летнем возрасте. Существует мнение, что он был отравлен. Детей у него не было. Его вдова Елена Брауншвейгская (1223—1273) в 1247/1248 году вторично вышла замуж за Альбрехта I, герцога Саксен-Виттенбергского.